# Thitipong Sengngai
Thitipong Sengngai (ฐิติพงศ์ เซ่งงาย; nascido em 29 de novembro de 2000), conhecido pelo apelido de Fort (ฟอร์ด) é um ator, cantor e modelo tailandês. Ele é mais conhecido por seus papéis em Love in the Air (2022) e Love Sea (2024).

## Início da vida e educação
Fort nasceu na Tailândia em 29 de novembro de 2000. Atualmente, ele estuda na Faculdade de Engenharia Elétrica e Energia Industrial da King Mongkut's University of Technology North Bangkok.

## Carreira
Em 2021, ele fez sua estreia como ator como Ake no curta-metragem Napat. Nesse mesmo ano, ele fez sua estreia na televisão na série F4 Thailand: Boys Over Flowers. Em 2022, Fort conseguiu seu primeiro papel principal como Prapai na série Love in the Air ao lado de Wasuthorn Chaijindar (Peat). Em 2023, Fort e Peat reprisaram seus papéis em Wedding Plan. Em 2024, ele estreou como Mut na série Love Sea.

## Imagem pessoal
Fort tem a sua própria marca de roupa "Trofi".

## Filmografia

### Cinema
| Ano  | Título          | Personagem | Notas           |
| ---- | --------------- | ---------- | --------------- |
| 2021 | Napat           | Ake        | Curta-metragem  |
| 2023 | Moments of Love | Fort       | Papel principal |

### Televisão
| Ano  | Título                         | Personagem            | Notas           | Canal                     |
| ---- | ------------------------------ | --------------------- | --------------- | ------------------------- |
| 2021 | F4 Thailand: Boys Over Flowers | Hacker (Ep. 1)        | Papel convidado | GMM 25                    |
| 2022 | Love Stage!!                   | Funcionário (Ep. 4-5) | Papel convidado | AIS Play, Amarin TV 34 HD |
| 2022 | The War of Flowers             | Amigo de Iris (Ep. 3) | Papel convidado | GMM 25                    |
| 2022 | Love in the Air                | Prapai                | Papel principal | GMM 25                    |
| 2023 | Wedding Plan                   | Prapai                | Papel convidado | GMM 25, iQIYI             |
| 2024 | Love Sea                       | Mut Mahasamut         | Papel principal | GMM 25, iQIYI             |
| TBA  | Teach Me, Touch Me             | Big Boss              |                 |                           |